# Bataille de Gwoza (2015)
Insurrection de Boko Haram
La deuxième bataille de Gwoza a lieu du 24 au 27 mars 2015 lors de l'insurrection de Boko Haram.

## Prélude
Gwoza, ville de 200 000 habitants, avait été prise le 6 août 2014 par Boko Haram qui avait massacré 600 personnes. Quelques jours plus tard, Abubakar Shekau proclamait un califat dans cette ville,.
Plusieurs mois après, vers début mars 2015, après avoir subi plusieurs défaites contre les Tchadiens, les djihadistes de Boko Haram rassemblent leurs forces à Gwoza et exécutent encore des dizaines de personnes, plus précisément 75 selon un survivant. Puis le 15 mars, sur un ordre qui aurait été donné par Abubakar Shekau lui-même selon un combattant enrôlé de force par les djihadistes, les hommes de Boko Haram massacrent leurs femmes. Après s'être échappé, Usman Ali déclare à l'AFP :

« Le dimanche 15 mars, Shekau a rassemblé ses hommes, y compris nous, les nouvelles recrues, et il s'est adressé à nous. Il a dit qu'ils devaient retourner à Gwoza et tuer toutes les femmes qu'ils avaient laissées derrière eux. Il a dit que s'ils ne les tuaient pas, ils ne les retrouveraient pas au paradis. Ils nous ont amenés à Gwoza, où nous avons assisté au carnage. Ils ont rassemblé les femmes qui étaient en grand nombre, et ont ouvert le feu sur elles. »

## Déroulement
Le 24 mars 2015, après avoir bombardé la ville pendant plusieurs jours, l'armée nigériane lance l'offensive sur Gwoza, devenue la « capitale » du califat proclamé par Boko Haram. Les localités de Limankara et de Pulka sont rapidement prises. Le 27 mars, l'armée nigériane affirme avoir repris Gwoza et tué ou capturé de nombreux djihadistes.

## Vidéographie
- [vidéo] Nigéria : voyage au cœur du cauchemar Boko Haram, Euronews, 12 avril 2015.